# Kirsten Oswald
Pour les articles homonymes, voir Oswald.
Kirsten Oswald, née le 21 décembre 1972 à Dundee (Écosse), est une femme politique britannique. Membre du Parti national écossais (SNP), elle est élue pour la première fois en tant que députée à la Chambre des communes du Royaume-Uni pour le Renfrewshire de l'Est en 2015, mais est battue lors des élections anticipées de 2017 par Paul Masterton du Parti conservateur. Elle est à nouveau députée de 2019 à 2024. Le 7 juillet 2020, elle devient chef adjointe du groupe parlementaire du SNP à Westminster sous Ian Blackford.

## Jeunesse
Oswald est née à Dundee et grandit à Carnoustie où elle fréquente l'école secondaire Carnoustie. Elle fréquente l'Université de Glasgow où elle étudie l'Histoire. Elle déménage à East Renfrewshire avec son mari et ses deux fils en 2008. Elle est la fille d'Helen Oswald, prévôt du Conseil d'Angus. Elle est directrice des ressources humaines au South Lanarkshire College pendant douze ans.

## Carrière politique
Oswald devient active au sein du Parti national écossais lors du Référendum sur l'indépendance de l'Écosse de 2014, siégeant au comité de son groupe local Women for Independence où elle est responsable des collectes des banques alimentaires locales.
Le 30 janvier 2015, elle est sélectionnée comme candidate du SNP pour la circonscription d'East Renfrewshire lors des élections générales de 2015.
Elle remporte le siège avec une majorité de 3 718 voix, battant alors le chef du Parti travailliste écossais, Jim Murphy. Murphy occupait le siège depuis les Élections générales britanniques de 1997 et démissionne de la direction du parti travailliste écossais le 13 juin 2015,.
Aux élections générales de 2017, Oswald perd son siège au profit de Paul Masterton des conservateurs, qui remporte une majorité de 4712 voix.
En 2018, elle est élue présidente et responsable des affaires du SNP, en remplacement de l'ancien secrétaire aux finances du gouvernement écossais, Derek MacKay.
Elle est sélectionnée par le SNP pour briguer le siège du Renfrewshire de l'Est aux élections générales de 2019  où elle est réélue avec une majorité de 5 426 voix ou 9,8% - plus que sa précédente majorité en 2015. Elle est battue en 2024 par Blair McDougall.